# Хардинг (округ, Южная Дакота)
Округ Хардинг (англ. Harding County) располагается в штате Южная Дакота, США. Официально образован в 1909 году. По состоянию на 2010 год, численность населения составляла 1255 человек.

## География
По данным Бюро переписи США, общая площадь округа равняется 6935 км2, из которых 6917 км2 суша и 18 км2 или 0,26 % это водоёмы.

## Население
По данным переписи населения 2000 года в округе проживает 1 353 жителей в составе 525 домашних хозяйств и 352 семей. Плотность населения составляет 0,20 человек на км2. На территории округа насчитывается 804 жилых строений, при плотности застройки около 0,10-ти строений на км2. Расовый состав населения: белые — 97,63 %, афроамериканцы — 0,30 %, коренные американцы (индейцы) — 0,74 %, азиаты — 0,59 %, гавайцы — 0,00 %, представители других рас — 0,37 %, представители двух или более рас — 0,37 %. Испаноязычные составляли 1,63 % населения независимо от расы.
В составе 35,00 % из общего числа домашних хозяйств проживают дети в возрасте до 18 лет, 58,50 % домашних хозяйств представляют собой супружеские пары проживающие вместе, 5,30 % домашних хозяйств представляют собой одиноких женщин без супруга, 32,80 % домашних хозяйств не имеют отношения к семьям, 31,00 % домашних хозяйств состоят из одного человека, 14,50 % домашних хозяйств состоят из престарелых (65 лет и старше), проживающих в одиночестве. Средний размер домашнего хозяйства составляет 2,50 человека, и средний размер семьи 3,19 человека.
Возрастной состав округа: 32,50 % моложе 18 лет, 4,40 % от 18 до 24, 24,80 % от 25 до 44, 24,80 % от 45 до 64 и 24,80 % от 65 и старше. Средний возраст жителя округа 38 лет. На каждые 100 женщин приходится 104,70 мужчин. На каждые 100 женщин старше 18 лет приходится 102,00 мужчин.
Средний доход на домохозяйство в округе составлял 25 000 USD, на семью — 31 667 USD. Среднестатистический заработок мужчины был 25 556 USD против 16 375 USD для женщины. Доход на душу населения составлял 12 794 USD. Около 19,40 % семей и 21,10 % общего населения находились ниже черты бедности, в том числе — 22,80 % молодежи (тех, кому ещё не исполнилось 18 лет) и 22,50 % тех, кому было уже больше 65 лет.